# Bernardino Spada
Bernardino Spada (Brisighella, 21 de abril de 1594 - Roma, 10 de novembro de 1661) foi um cardeal do século XVII.

## Biografia
Nasceu em Brisighella em 21 de abril de 1594. Filho de Marchis Paolo Spada e Daria Albicini, de Forlì. Esta família não era aparentada com a família Spada de Roma ou Terni, de antiga nobreza. Irmão do Padre Virgílio Spada, Orat. (1596-1662). Tio do cardeal Giambattista Spada (1654) e tio-avô do cardeal Fabrizio Spada (1675) e Sigismondo Spada, prelado papal (1622-1675).
Em Roma obteve os doutorados em literatura e em direito. Ordenado (sem data encontrada). No pontificado do Papa Paulo V (1605-1621) foi nomeado secretário apostólico. Referendário dos Tribunais da Assinatura Apostólica da Justiça e da Graça, de 19 de setembro de 1617 a 1621. Vigário da basílica patriarcal vaticana. Abreviatore di parco maggiore, 16 de setembro de 1617. Relator da Sagrada Congregação do Bom Governo e depois da Sagrada Congregação da Sagrada Consulta. Nomeado pelo cardeal Scipione Borghese, arcipreste da basílica patriarcal liberiana, juiz das causas relativas àquela basílica. Presidente della Grascia no pontificado do Papa Gregório XV (1621-1623). Clérigo da Câmara Apostólica e prefeito da Annona, 15 de dezembro de 1622. Prior de S. Daniele, Pádua. Cônego do capítulo da catedral de Pádua e do capítulo da catedral de Bréscia.
Eleito arcebispo titular de Damietta, com dispensa por ainda não ter atingido a idade canônica de 30 anos e não ter recebido o presbitério seis meses antes, 4 de dezembro de 1623. Consagrado, sexta-feira, 8 de dezembro de 1623, igreja de S. Luigi de' Francesi, Roma, pelo cardeal Guido Bentivoglio, coadjuvado por Guillaume du Nozet, arcebispo titular de Seleucia, e por François de Pericard, bispo de Evreux. Núncio na França, dezembro de 1623 até 1627.
Criado cardeal-presbítero no consistório de 19 de janeiro de 1626; recebeu o gorro vermelho e o título de S. Stefano al Monte Celio, em 9 de agosto de 1627. Prefeito da Sagrada Congregação das Fronteiras dos Estados Eclesiásticos (dei Confini) de 1629 até sua morte. Legado em Bolonha, 9 de agosto de 1627 até 1631. Camerlengo do Sacro Colégio dos Cardeais, 15 de janeiro de 1638 a 10 de janeiro de 1639. Prefeito da Sagrada Congregação do Índice de 1642 até 10 de setembro de 1661. Optou pelo título de S Pietro in Vincoli, 22 de maio de 1642. Em 1642, com seu irmão, pe. Virgilio, realizou uma missão de paz ante os Farneses de Parma por ocasião da Guerra de Castro, evitando um ataque contra Roma. Participou do conclave de 1644, que elegeu o Papa Inocêncio X.
Promovido a ordem dos bispos e a sé suburbicária de Albano, em 19 de fevereiro de 1646. Optou pela sé suburbicária de Frascati, em 29 de abril de 1652. Optou pela sé suburbicária de Sabina, em 23 de setembro de 1652. Participou do conclave de 1655, que elegeu o Papa Alexandre VII. Optou pela sé suburbicária de Palestrina, em 11 de outubro de 1655. Foi humanista e mecenas e protetor das artes e dos artistas.
Morreu em Roma em 10 de novembro de 1661, antes do amanhecer. Enterrado no túmulo de sua família na igreja de S. Girolamo della Carità, Roma.